# 马勒伊昂多勒
马勒伊昂多勒（法語：Mareuil-en-Dôle，法語發音：[maʁœj ɑ̃ dol]）是法国上法蘭西大區埃纳省的一个市镇，属于蒂耶里堡区。

## 地理
马勒伊昂多勒（49°14'27"N, 3°33'24"E）面积8.81 平方千米，位于法国上法蘭西大區埃纳省，该省份为法国北部内陆省份，北起北部省，西接索姆省和瓦兹省，东临阿登省和马恩省，西南至塞纳-马恩省，东北部与比利时接壤。
与马勒伊昂多勒接壤的市镇（或旧市镇、城区）包括：布吕伊、谢里-沙特勒沃、塔德努瓦地区费尔、吕村、卢佩涅、瑟兰日和内勒。

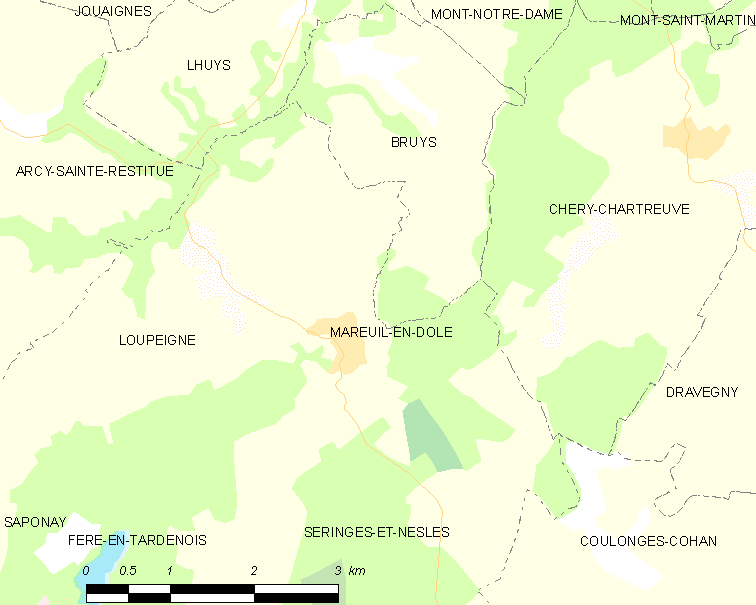
马勒伊昂多勒的OSM定位图

马勒伊昂多勒的时区为UTC+01:00、UTC+02:00（夏令时）。

## 行政
马勒伊昂多勒的邮政编码为02130，INSEE市镇编码为02462。

## 政治
马勒伊昂多勒所属的省级选区为塔德努瓦地区费尔县。

## 人口

1962-2008年间马勒伊昂多勒人口变化图示

马勒伊昂多勒于2022年1月1日时的人口数量为223人。